# Florence Nagle
Florence Nagle (26 octobre 1894– 30 octobre 1988) est une éleveuse de chevaux de race et de chiens à pedigree, ainsi qu'une féministe engagée. Nagle acquiert son premier Irish Wolfhound en 1913, et en vient à être la propriétaire ou l'éleveuse de vingt-et-un champions canins du Royaume-Uni.
Décrite comme « la Mrs Pankurst des chevaux de courses anglais » (en référence à la célèbre activiste suffragette), Nagle entraîne son premier cheval de course en 1920, le poulain d'origine irlandaise Fernley. À l'époque, les femmes sont obligés d'employer des hommes pour obtenir une licence d'entraîneur de Jockey Club en leur nom, ou d'utiliser le nom de leur mari. Nagle entreprend alors de travailler pacifiquement à redresser les injustices faites à son sexe. Elle remet en question avec succès la domination des « gentlemen's clubs » qui règnent alors sur les mondes de la course de chevaux et des concours canins, s'attaquant aux inégalités homme/femme jusqu'à devenir en 1966 l'une des deux premières femmes du Royaume-Uni à obtenir une licence pour le dressage de chevaux de course. Le premier cheval de course officiellement dressé au nom de Nagle est Mahwa, enregistré comme appartenant à son amie, Mlle Newton Deakin, avec laquelle elle possédait conjointement plusieurs de ses chiens.
Insatisfaite par le manque d'opportunités offertes aux femmes jockey, Nagle sponsorise la première course « Florence Nagle Girl Apprentices' Handicap » en 1986 à l'hippodrome de Kempton Park. Elle décède deux ans plus tard dans sa maison à West Chilington, dans le Sussex, à l'âge de 94 ans, léguant dans son testament des fonds destinés à poursuivre le financement de la course.